# كايل باس
كايل باس (بالإنجليزية: Kyle Bass)‏ هو شخصية أعمال أمريكي، ولد في 7 سبتمبر 1969 في ميامي في الولايات المتحدة.